# Gunnar Ficker
Gunnar Ficker (São Paulo, 26 de novembro de 1954), é um velejador brasileiro que é multimedalhista dos Jogos Pan-Americanos. Todas as suas medalhas foram conquistadas na classe Lightning, sempre com o companheiro Cláudio Biekarck presente.

## Trajetória esportiva
Em Guadalajara 2011, o brasileiro conquistou sua sétima medalha nos jogos: um bronze. Ele navegou ao lado de Cláudio Biekarck e Marcelo Silva. Ao fim de onze regatas, sendo a última a regada da medalha, eles terminaram com 34 pontos perdidos, sendo superados por chilenos e norte-americanos no pódio. 
Nos Jogos Pan-Americanos de 2015, em Toronto, fez parte da equipe brasileira que conquistou a medalha de bronze. A equipe foi composta, ainda, por Cláudio Biekarck e Maria Hackerott. Eles concluíram a competição com 43 pontos perdidos, após ficarem em 5º lugar na regata da medalha. A equipe argentina ficou com o ouro, seguida dos norte-americanos.
Em 2019, o atleta foi vice-campeão nos Jogos Pan-Americanos, na classe Lightning. Ele foi membro da equipe composta por Cláudio Biekarck e  por sua filha, Isabel Ficker. Os brasileiros chegaram à regata da medalha empatados com os argentinos, porém terminaram a prova em 3º lugar, atrás dos adversários. De tal maneira, ficaram com a medalha de prata, com 24 pontos perdidos, contra 20 dos argentinos. 